# Billaea shannoni
Billaea shannoni är en tvåvingeart som beskrevs av Guimaraes 1977. Billaea shannoni ingår i släktet Billaea och familjen parasitflugor. Inga underarter finns listade i Catalogue of Life.